# Pseudotragiscus venus
Pseudotragiscus venus är en skalbaggsart som först beskrevs av Karl Jordan 1903.
Pseudotragiscus venus ingår i släktet Pseudotragiscus och familjen långhorningar. Artens utbredningsområde är Kenya. Inga underarter finns listade i Catalogue of Life.